# 1966-os magyar férfi vízilabda-bajnokság (első osztály)
Az 1966-os magyar férfi vízilabda-bajnokság a hatvanadik magyar vízilabda-bajnokság volt. A bajnokságban tíz csapat indult el, a csapatok három kört játszottak.

## Tabella
| #   | Csapat          | M  | Gy | D  | V  | G+  | G-  | P  |
| --- | --------------- | -- | -- | -- | -- | --- | --- | -- |
| 1.  | BVSC            | 27 | 18 | 6  | 3  | 159 | 106 | 42 |
| 2.  | Ferencvárosi TC | 27 | 16 | 7  | 4  | 152 | 96  | 39 |
| 3.  | Újpesti Dózsa   | 27 | 16 | 7  | 4  | 144 | 94  | 39 |
| 4.  | Csepel Autó     | 27 | 10 | 14 | 3  | 133 | 116 | 34 |
| 5.  | Bp. Honvéd      | 27 | 11 | 9  | 7  | 135 | 111 | 31 |
| 6.  | Szolnoki Dózsa  | 27 | 11 | 9  | 7  | 145 | 128 | 31 |
| 7.  | Egri Dózsa      | 27 | 9  | 7  | 11 | 118 | 124 | 25 |
| 8.  | OSC             | 27 | 3  | 6  | 18 | 97  | 126 | 12 |
| 9.  | Vasas Izzó      | 27 | 5  | 2  | 20 | 94  | 173 | 12 |
| 10. | Budai Spartacus | 27 | 2  | 1  | 24 | 125 | 228 | 5  |

* M: Mérkőzés Gy: Győzelem D: Döntetlen V: Vereség G+: Dobott gól G-: Kapott gól P: Pont

## Játékoskeretek
| BVSC              | Ferencvárosi TC | Újpesti Dózsa    | Csepel Autó       | Bp. Honvéd         |
| ----------------- | --------------- | ---------------- | ----------------- | ------------------ |
| Kunos Gyula       | Ambrus Miklós   | Lukász Marcell   | Hohl Ferenc       | Kökény József      |
| Gyerő Zoltán      | Szívós István   | Mayer Mihály     | Brinza István     | Vedlik Lajos       |
| Gyerő Csaba       | Kásás Zoltán    | Hanák Pius       | Kiss Attila       | Görgényi István    |
| Molnár Róbert     | Bolvári Antal   | Rusorán I. Tibor | Kusztos András    | Papp Vilmos        |
| Katona András     | Kárpáti György  | Sárosi László    | Szalay János      | Hausherr Frigyes   |
| Konrád Sándor     | Felkai László   | Martin György    | Rusorán II. Péter | Tóth Gyula         |
| Konrád Ferenc     | Laukó Álmos     | Dömötör Zoltán   | Regős László      | Konrád János       |
| Hecsey Pál        | Csikány József  | Mahner Imre      | Gera Sándor       | Szekeres Tamás     |
| Németh István     | Steinmetz János | Bozó József      | Krajner Béla      | Martinovics György |
| Kardos Tibor      | Kövecses Zoltán | Grantner János   | Kiss István       | Mátrahegyi László  |
| Körössy Ferenc    | Gerber Gyula    | Max Gábor        |                   | Gyöngyösi András   |
| Togyeriska Imre   | Werner Ernő     |                  |                   | Kucsera Gábor      |
| Ajkai László      | Gyarmati Dezső  |                  |                   |                    |
| edző: Laky Károly | Fábián Dezső    | Szittya Károly   | Szalay Iván       | Brandi Jenő        |

| Szolnoki Dózsa        | Egri Dózsa        | Orvosegyetem SC    | Vasas Izzó              | Budai Spartacus                           |
| --------------------- | ----------------- | ------------------ | ----------------------- | ----------------------------------------- |
| Selmeczi lászló       | Denk János        | Szathmáry Gábor    | Füzessy Béla            | Hullmann Géza                             |
| Pintér I. István      | Ringelhann György | Magó Gábor         | Dancsa István           | Ferenczy László                           |
| Pintér II. István     | Pócsik Dénes      | Csikós Ferenc      | Sztanó Tamás            | Varga Gábor                               |
| Kádár György          | Frank Oszkár      | Oláh Endre         | Kovács Róbert           | Császár György                            |
| Kanizsa Tivadar       | Bolya László      | Bodnár I. András   | Szikora Imre            | Haraszti Béla                             |
| Urbán Lajos           | Katona József     | Bodnár II. János   | Takács István           | Kunsági György                            |
| Koncz István          | Szölgyéni Ferenc  | Gál Jenő           | Lepies György           | Kiss Egon                                 |
| Kuczora Ferenc        | Utassy Sándor     | Elek Miklós        | Lukász Tamás            | Puskás Ferenc                             |
| Kulcsár Tamás         | Baranyai Géza     | Bánhidi Attila     | Csikász István          | Szabó Lajos                               |
| Szegedi Kázmér        | Rüll Csaba        | Talpag József      | Tibai János             | Váczi József                              |
| Szabó János           | Halmos Péter      | Pottyondy Lajos    | Bobori György           | Csákány János                             |
| Vezsenyi Péter        | Fülöp Péter       | Szabó András       | Dicskó Gábor            | Csillag Gábor                             |
| Katona Gábor          |                   | Hartyánszky István | Kálmán László           | Mezővári Gusztáv                          |
|                       |                   | Petik Gyula        |                         |                                           |
| edző: Kanizsa Tivadar | Baranyai György   | Bartalis István    | Pataki Imre Molnár Géza | Károlyi Tibor Palotás István Váczi József |

## A góllövőlista élmezőnye
| Hely | Gól | Játékos         | Csapat          |
| ---- | --- | --------------- | --------------- |
| 1.   | 62  | Rusorán Péter   | Csepel Autó     |
| 2.   | 53  | Konrád Ferenc   | BVSC            |
| 3.   | 48  | Váczi József    | Budai Spartacus |
| 4.   | 43  | Tóth Gyula      | Bp. Honvéd      |
| 5.   | 41  | Konrád Sándor   | BVSC            |
| 6.   | 39  | Dömötör Zoltán  | Újpesti Dózsa   |
| 7.   | 35  | Kanizsa Tivadar | Szolnok         |
| 8.   | 33  | Koncz István    | Szolnok         |
|      | 33  | Pócsik Dénes    | Eger            |
| 10.  | 32  | Katona András   | BVSC            |